# Jay DeMerit
Jay Michael DeMerit  (Green Bay, Wisconsin, Estados Unidos, 4 de diciembre de 1979) es un exfutbolista estadounidense. Jugaba de defensa y su último equipo fue el Vancouver Whitecaps de la Major League Soccer, al cual capitaneó hasta su retiro en julio de 2014. DeMerit también pasó muchos años en el Watford FC inglés, con el cual alcanzó el ascenso a la Liga Premier de Inglaterra después de pasar varios años en las ligas más bajas, además de haber representado a su país en la Copa Confederaciones de 2009 y la Copa Mundial de Fútbol de 2010.
Su improbable carrera fue el objeto del documental independiente, Rise and Shine: The Jay DeMerit Story, basada en su progreso desde la novena división del fútbol inglés hasta llegar a jugar en la Liga Premier y la Copa Mundial de Fútbol.

## Trayectoria

### Inicios
DeMerit practicó tres deportes en la escuela secundaria en Wisconsin, donde participó de los equipos de baloncesto y atletismo además de fútbol. Estudió en la Escuela Secundaria Bay Port y se graduó de la misma en 1998.
DeMerit jugó al fútbol en la Universidad de Illinois en Chicago, donde pasó de ser delantero a ser defensor. Mientras estaba en la universidad, DeMerit formó parte de una línea defensiva que ayudó a su equipo a llegar a los playoffs de la NCAA en el año 2000. Aunque jugó con el Chicago Fire Premier, el equipo de desarrollo del Chicago Fire en la USL Premier Development League, no ingresó al draft ni fue fichado por ningún club de la Major League Soccer luego de graduarse. Luego de pasar un tiempo trabajando como barman, DeMerit siguió el consejo de un excompañero de equipo europeo y decidió aprovechar su pasaporte danés de la Unión Europea (el cual tenía debido a su abuelo danés) y se mudó a Inglaterra en 2003 con tan solo $1800, con la intención de buscar un club en el cual jugar al fútbol. Comenzó jugando en la novena división del fútbol inglés para el Southall F.C., ganando tan solo £40 por semana.
En julio de 2004, DeMerit se unió al Northwood FC, un equipo de la séptima división, para jugar en algunos de sus partidos de la pretemporada. Northwood jugó contra el Watford F.C., en ese entonces un equipo de la Football League Championship (segunda división), en su segundo amistoso de la pretemporada. A lo largo del partido, DeMerit impresió al técnico del Watford Ray Lewington lo suficiente como para ganarse un periodo de prueba de dos semanas. Luego de este periodo, DeMerit firmó un contrato de un año con el Watford para jugar con el equipo en la temporada 2004-05.

### Watford FC
Durante la temporada 2005-06, se esperaba que Watford pelease los puestos del descenso a la Football League One como lo había hecho durante la primera temporada de DeMerit con el club. No obstante, bajo el nuevo entrenador Aidy Boothroyd, Watford se mantuvo en buena forma durante todo el torneo y terminó tercero en la liga, ganándose el derecho de entrar a los playoffs para el ascenso a la Premier League. El 21 de mayo de 2006, en la final frente al Leeds United, DeMerit anotó el primer gol de su equipo con un cabezazo y fue nombrado jugador del partido. Luego de vencer a Leeds por 3–0, Watford logró el ascenso a la máxima liga del fútbol inglés.
Por su excelente trabajo en la temporada 2005-06 en el Championship y sus esfuerzos que finalmente le dieron el ascenso a su equipo, Watford extendió el contrato de DeMerit hasta finales de la temporada 2008-09. Fue nombrado como uno de los tres candidatos para Jugador de la Temporada 2006-07 del Watford, honor que finalmente se lo llevaría Ben Foster.
Hasta la temporada 2007-08, DeMerit normalmente ejercía el rol de vice capitán del Watford, detrás del en ese entonces capitán Gavin Mahon. Fue capitán del club por primera vez el 9 de diciembre de 2006, en el partido como local frente al Reading, y volvió a utilizar el cintillo el 6 de enero de 2007, en la victoria 4-1 sobre el Stockport County en la tercera ronda de la FA Cup. El 15 de diciembre de 2007, el club anunció que DeMerit había sido nombrado capitán, reemplazando a Mahon, cuyo contrato no fue renovado. No obstante, quedó evidente más adelante que esta fue una situación temporal, ya que la capitanía rotó entre él, Danny Shittu, y Richard Lee, hasta que finalmente recayó sobre John Eustace, un mediocampista recientemente fichado.
A principios de la temporada 2009-10, DeMerit sufrió un rasguño en el ojo mientras se quitaba un lente de contacto. El ojo se le infectó, afectando su vista seriamente y obligándolo a necesitar un trasplante de córnea en octubre. Regresó a las canchas el 7 de diciembre de 2009, jugando en el segundo tiempo en la victoria 3-1 del Watford sobre el Queens Park Rangers. El contrato de DeMerit expiró en junio de 2010, y no fue renovado.

### Vancouver Whitecaps

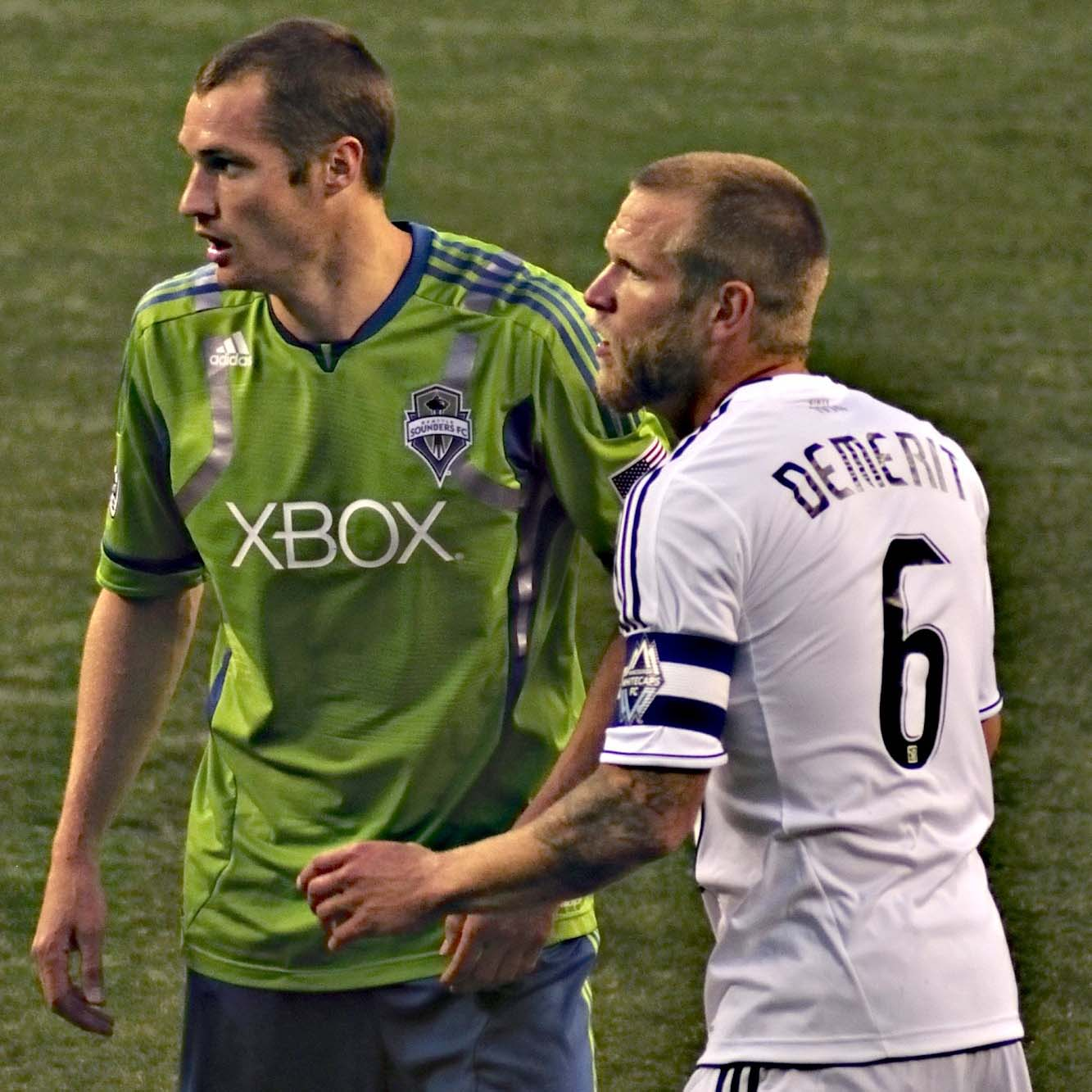
DeMerit (derecha) defendiendo contra Nate Jaqua de los Seattle Sounders FC

El 18 de noviembre de 2010, DeMerit fue anunciado como el primer jugador fichado por los Vancouver Whitecaps en preparación para su primera temporada en la Major League Soccer en 2011. También fue nombrado capitán justo antes del inicio de la temporada. Durante la temporada 2011 de la MLS, DeMerit estuvo fuera de las canchas lesionado por gran parte de la temporada y los Whitecaps terminaron últimos. En 2012, DeMerit estuvo saludable todo el año y ayudó a su equipo a terminar en una posición más respetable. DeMerit incluso fue nombrado al equipo de las estrellas de la MLS y jugó contra Chelsea en el Juego de las Estrellas de la MLS de 2012.
En julio de 2014, DeMerit anunció su retiro al final de la temporada 2014 de la MLS luego de no poder recuperarse de una serie de lesiones. Su retiro puso fin a una década como profesional que lo vio surgir desde los niveles más bajos del fútbol inglés hasta llegar a jugar en la Premier League, la Major League Soccer y la Copa Mundial de Fútbol de 2010.

## Selección nacional
DeMerit debutó con la selección de los Estados Unidos el 28 de marzo de 2007, siendo titular en un amistoso frente a Guatemala. Meses después jugó la Copa de Oro de la Concacaf 2007, la cual Estados Unidos terminó ganando y clasificando así a la Copa FIFA Confederaciones de 2009.
En la Copa Confederaciones de 2009 fue el defensor central titular debido a la lesión de Carlos Bocanegra. Jugó todo el partido en el que Estados Unidos venció 2-0 a España en la semifinal el 24 de junio de 2009.  DeMerit también jugó los 90 minutos de la final frente a Brasil.
Para la Copa Mundial de Fútbol de 2010 en Sudáfrica, fue parte del equipo seleccionado por Bob Bradley y fue titular en los cuatro partidos disputados por Estados Unidos. Pese

### Participaciones Internacionales
| Mundial                         | Sede           | Resultado    |
| ------------------------------- | -------------- | ------------ |
| Copa de Oro de la Concacaf 2007 | Estados Unidos | Campeón      |
| Copa América 2007               | Venezuela      | Primera fase |
| Copa Confederaciones 2009       | Sudáfrica      | Subcampeón   |

## Clubes
| Club                | País       | Año         |
| ------------------- | ---------- | ----------- |
| Southall FC         | Inglaterra | 2003-2004   |
| Northwood FC        | Inglaterra | 2004        |
| Watford FC          | Inglaterra | 2004-2010   |
| Vancouver Whitecaps | Canadá     | 2011 - 2014 |

## Palmarés

### Campeonatos nacionales
| Título                                    | Club       | País       | Año     |
| ----------------------------------------- | ---------- | ---------- | ------- |
| Playoffs del Football League Championship | Watford FC | Inglaterra | 2004-05 |

### Copas internacionales
| Título                     | Club           | País           | Año  |
| -------------------------- | -------------- | -------------- | ---- |
| Copa de Oro de la Concacaf | Estados Unidos | Estados Unidos | 2007 |